# Gerhard Ringel
Gerhard Ringel (Bad Pirawarth, 28 de outubro de 1919 — Santa Cruz (Califórnia), 24 de junho de 2008) foi um matemático alemão.
Obteve o doutorado na Universidade de Bonn em 1951. Foi um dos pioneiros da teoria dos grafos e contribuiu significativamente para a prova da conjectura de Heawood, um problema matemático diretamente relacionado com o teorema das quatro cores.
Gerhard Ringel iniciou sua carreira acadêmica como professor da Universidade Livre de Berlim. Em 1970 abandonou a Alemanha em consequência do movimento estudantil alemão de 1968, continuando sua carreira na Universidade da Califórnia em Santa Cruz, convidado por seu colega John William Theodore Youngs. Recebeu graus honorários de doutor da Universidade de Karlsruhe e da Universidade Livre de Berlim.

## Publicações
- Ringel, Gerhard; Youngs, J.W.T. (1968). «Solution of the Heawood map-coloring problem». Proc. Nat. Acad. Sci. USA. 60 (2): 438–445. PMC 225066. PMID 16591648. doi:10.1073/pnas.60.2.438. MR0228378
- Hartsfield, Nora; Ringel, Gerhard (1990). Pearls in graph theory. [S.l.]: Academic Press, Boston, MA. ISBN 0-12-328552-6